# Osservatorio astronomico dell'Università di Siena
L'osservatorio astronomico dell'Università di Siena è un osservatorio costituito nel 2014 presso il complesso universitario di San Niccolò, in zona Porta Romana. Raccoglie la strumentazione che negli anni novanta era stata impiegata nel Chianti all'interno della prima struttura osservativa di ateneo, strumentazione poi rinnovata tra il 2010 e il 2012. L'osservatorio fa parte del Sistema Museale Universitario Senese (SIMUS). 

## Storia
L'attenzione verso i corpi celesti nella storia di Siena è testimoniata da due grandi linee meridiane tracciate a distanza di un secolo e mezzo l'una dall'altra. La prima volta venne tracciata nel 1703 nella sala dell'Accademia delle scienze di Siena per volontà del medico senese Pirro Maria Gabrielli; consentiva lo studio del moto diurno del Sole e dei moti perturbati dell'asse di rotazione della Terra. 
Purtroppo la sala venne distrutta dal terremoto del 1798 così che Giuseppe Pianigiani nel 1850, fece riposizionare una seconda meridiana nell'aula magna della stessa accademia. Nel 1814, dopo la soppressione dell'Università di Siena da parte del governo napoleonico, il granduca di Toscana Ferdinando III di Lorena decretò la ricostituzione dell'ateneo senese e concesse una nuova sede, quella del Convento di San Vigilio, edificio in gran parte da ristrutturare, pensato per poter ospitare anche l'istituto di fisica. Il progetto prevedeva inoltre la costruzione di una torre meteorologica che venne conclusa nel 1827 e dotata di una ricca strumentazione, oggi in parte conservata nella Collezione degli strumenti di Fisica, utilizzata per le ricerche in campo meteorologico ed astronomico. 
Con l'apertura nel 1964 della facoltà di scienze matematiche, fisiche e naturali, l'università istituì gli insegnamenti di meccanica celeste e geografia astronomica, e incrementò la strumentazione esistente acquistando telescopi e materiale elettronico adeguato alla moderna ripresa d'immagini. Dal 2003 l'istituto di fisica, oggi Dipartimento di scienze fisiche, della Terra e dell'ambiente, venne trasferito nel complesso universitario di San Niccolò, dove fu allestito il nuovo osservatorio astronomico.

## La specola
La specola che ospita il nuovo osservatorio è una struttura sferica di 3 metri di diametro posta sul tetto dell'edificio della sezione di Fisica. La strumentazione attuale consiste in un telescopio riflettore Maksutov-Cassegrain dal diametro di 32 centimetri e lunghezza focale di 1650 millimetri. Il telescopio è dotato di una montatura equatoriale motorizzata e gestita da computer per il puntamento e l'inseguimento degli oggetti celesti. Grazie ad una camera CCD e a filtri opportuni, è possibile acquisire le immagini, che successivamente possono essere elaborate al fine di ottenere dati scientifici sui corpi celesti osservati. La cupola e tutta la strumentazione è completamente gestibile da remoto.

## Le attività di ricerca
L'osservatorio svolge attività di ricerca nei settori degli asteroidi, delle stelle variabili, dei pianeti extrasolari e dei nuclei galattici attivi; nel corso degli anni ha contribuito alla scoperta dei periodi di rotazione di oltre sessanta asteroidi, alla presenza di satelliti di sei asteroidi, di oltre cento nuove stelle variabili (binarie a eclisse, stelle pulsanti) e lo stato di intensa attività ottica di alcuni blazar.

## Le attività didattiche
L'osservatorio ospita gli studenti universitari nelle attività di laboratorio e di tirocinio, permettendo loro di seguire percorsi formativi di carattere astronomico volti all'acquisizione di competenze di meccanica celeste, di elettronica e di elaborazione dati. Agli studenti delle scuole superiori di Siena, Arezzo e Grosseto offre supporto all'orientamento formativo. Le varie attività sono offerte anche come percorsi di alternanza scuola-lavoro. 
Attraverso il progetto Educazione scientifica per una cittadinanza attiva e consapevole (ESCAC) propone laboratori rivolti alle scuole di ogni ordine e grado.